# Révolte des Sourcils Rouges
La révolte des Sourcils rouges, aussi appelée Chimei (chinois : 赤眉 ; pinyin : Chìméi) est un terme qui désigne un des deux grands mouvements de révoltes paysannes contre la courte dynastie Xin de Wang Mang; l'autre mouvement étant celui des Lulins. Cette multiplication des révoltes est liée à l'incompétence de Wang Mang, à l'échec de ses réformes et en particulier celui de sa réforme agraire, auxquels se rajoute une grave inondation du fleuve Jaune. Cette révolte débute en l'an 17 et doit son nom au fait que les révoltés se teignent les sourcils en rouge pour se reconnaître entre eux.

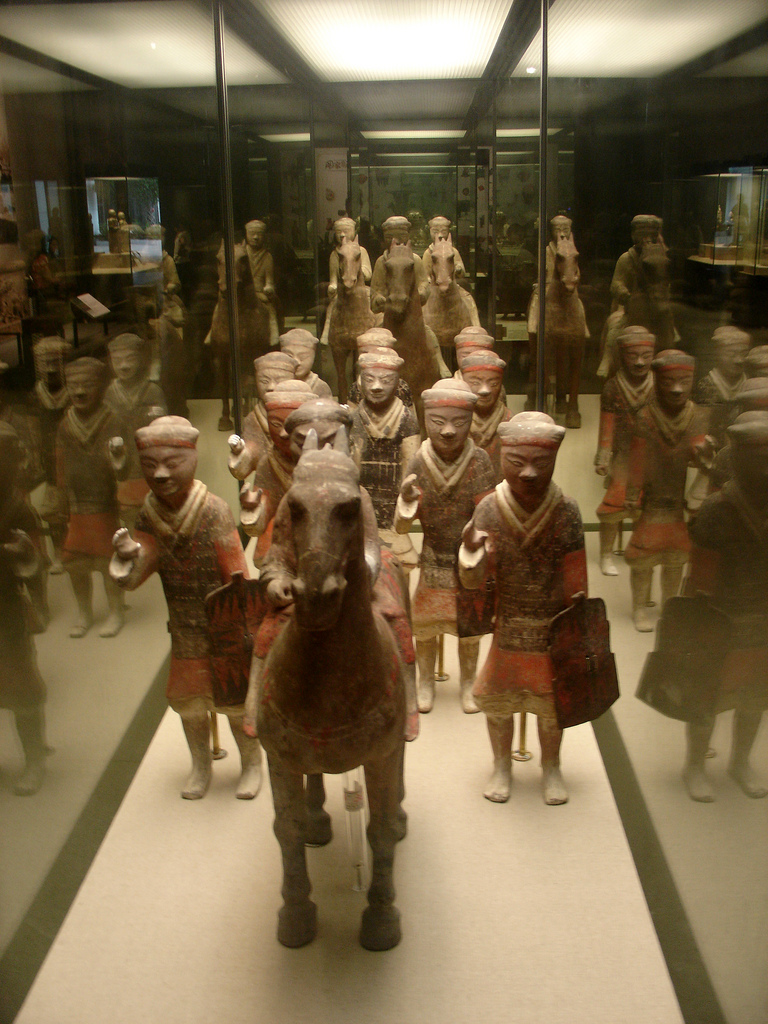
Statues en céramique peinte d’un cavalier chinois et dix fantassins avec armures et boucliers. Les armes qui devraient être entre leurs mains se trouvent au premier plan. Trois cavaliers supplémentaires sont visibles au second plan. Ces statues proviennent du tombeau de l’empereur Han Jingdi (r. 157-141 av. J.-C.) et se trouvent maintenant au

Cette rébellion concerne au départ la zone qui correspond actuellement à la province du Shandong et les régions du Nord du Jiangsu. Elle finit par entraîner la chute de Wang Mang en détruisant ses ressources, ce qui permet à Liu Xuan, un descendant des Han et chef de file des Lülin, de renverser Wang et de rétablir temporairement la dynastie Han en s'autoproclamant empereur Han Geng Shidi. Son règne est bref, car il est renversé par les sourcils rouges à cause de son incompétence politique. Les Chimei placent sur le trône leur propre homme de paille, en la personne du jeune Liu Penzi, un autre descendant des Han,,. Son règne est aussi bref que le précédent, car si les Sourcils Rouges sont de bons soldats, ils se révèlent être des dirigeants incompétents, au point que le peuple se rebelle contre eux, ce qui les oblige à battre en retraite et tenter de rentrer chez eux. Quand Liu Xiu, qui vient de fonder la dynastie des Han orientaux sous le nom d'empereur Han Guang Wudi, (chinois : 光武帝, pinyin : Guāngwǔ Dì) leur barre la route, ils se rendent à lui.

## Causes des révoltes et premières rébellions
En 17 après J.-C., la zone qui correspond actuellement à la province du Shandong et les régions du Nord du Jiangsu souffrent d'une famine provoquée par l'échec des réformes agraires de Wang Mang et une grave inondation du fleuve Jaune, auxquels il faut rajouter la corruption et l’incompétence des fonctionnaires Xin. Souffrant toujours plus de la faim, les habitants de ces provinces se révoltent pour essayer de survivre. Dans un premiers temps, il s'agit d'une multiplication de révoltes locales, sans liens entre elles, dont deux exemples sont cités ici.

### Mère Lü
Le cas de la révolte de la Mère Lü est assez inhabituel. Son fils est un petit fonctionnaire du xian de Haiqu (海曲), qui est accusé d'avoir commis une infraction mineure et finit exécuté sur ordre du magistrat local. Après l'exécution, Mère Lü, qui est une importante propriétaire terrienne, vend ses biens et utilise l'argent de la vente pour se lier d’amitié avec les jeunes hommes pauvres de la région. Après en avoir recueilli des milliers, elle prend d’assaut Haiqu en l'an 17 et tue le magistrat pour venger la mort de son fils. Puis, elle conduit ses hommes vers la mer, mais meurt peu de temps après.

### Fan Chong
En l'an 18, c'est au tour de Fan Chong (樊崇) de se rebeller, dans la même région que la mère Lü. Il installe sa base au mont Tai et réussit à rassembler environ 10 000 hommes. Rapidement, il réussit à conclure une alliance avec d’autres chefs rebelles, à savoir Pang An (逄安), Xu Xuan (徐宣), Xie Lu (謝祿) et Yang Yin (楊音). Une fois leurs ressources mises en commun, ces chefs rebelles deviennent puissants, trop pour être arrêtés par les responsables locaux.

### Union des rébellions

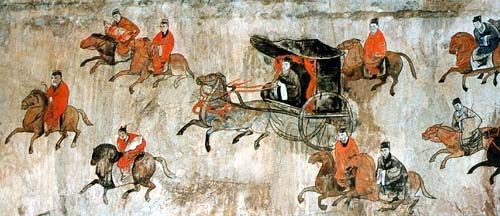
Une peinture murale montrant des chars et des cavaliers, provenant du tombeau de Dahuting (Chinese: 打虎亭汉墓, Pinyin: Dahuting Han mu) et datant de la fin de la dynastie des Han orientaux (25-220 après J.C.). Ce tombeau est situé à Zhengzhou province du Henan, Chine.

En l'an 19, et sur les conseils du haut fonctionnaire Tian Kuang (田況), Wang Mang réagit aux rébellions agraires de manière totalement inappropriée, en augmentant les impôts. Le seul résultat de cette décision est la multiplication des rébellions. En l'an 21, Wang envoie les vice-généraux Jing Shang (景尚) et Wang Dang (王黨) mater les révoltes; mais les soldats sous leurs ordres sont des conscrits sans aucune forme de discipline militaire, qui multiplient les exactions contre la population encore fidèle à la dynastie Xin. Finalement, les paysans aident les rebelles ou rejoignent leurs rangs, ce qui ne fait que renforcer les rébellions. Si au début le comportement de Tian aggrave la situation, il finit par remporter quelques succès et préconise la mise en place d'une politique d'évacuation des villageois vers les villes, pour piéger les rebelles en les obligeant à attaquer des cités fortifiées, qu'ils n'ont pas les moyens de prendre. À ce stade, Wang se méfie de Tian en raison de ses succès militaires qui lui font de l'ombre. Il refuse d'appliquer cette politique et le renvoie à Chang'an, la capitale.
C'est vers cette époque que mère Lü meurt et que ses partisans unissent leurs forces avec ceux de Fan Chong.
À ce stade, si Fan et les autres dirigeants rebelles ont remporté des victoires sur le plan militaire, ils n'ont toujours pas de véritables ambitions politiques. Les seules règles de droit qui existent entre les rebelles sont que celui qui a commis un meurtre doit mourir et celui qui blesse quelqu'un est responsable des soins prodigués à sa victime jusqu'à ce qu’il ou elle ait guéri. Les seuls titres que portent les chefs rebelles sont "Éducateur du Xian" (三老, sanlao), "Clerc du Xian" (從事, congshi) et "Shérif" (卒史, zushi), soit des titres plus modestes que "général" ou "prince".

### Confrontation avec l'armée Xin
En 22, les troupes de Jing et Wang sont en déroute et Fan tue Jing lors d'une la bataille. Wang Mang réagit en envoyant deux de ses principaux généraux, Wang Kuang (王匡) et Lian Dan (廉丹) à la tête d'une puissante armée de plus de 100 000 hommes, pour contrer ces rebelles. C'est à ce moment-là que Fan et les autres chefs des rebelles s’inquiètent du fait que les batailles vont devenir tellement importantes qu'il va devenir impossible de savoir qui est un allié ou un ennemi au milieu des combats. Pour discerner qui est qui, ils ordonnent à leurs hommes de colorer leurs sourcils en rouge. Le nom de "Chimei" ou "sourcil rouge" vient de cette coloration.
Wang et Lian sont des généraux capables sur le champ de bataille, mais comme leurs prédécesseurs, ils échouent à maintenir la discipline militaire appropriée. Les exactions qui découlent de ce manque de discipline ont donné naissance à une complainte célèbre, créée par les victimes des actes criminels des soldats Xin :
Je préfère avoir affaire aux Chimei qu'à Taishi (太師). Taishi est relativement doux, mais Gengshi (更始) veut me tuer!
Durant l'hiver 22, Wang et Lian remportent quelques succès contre Suolu Hui (索盧恢), un des chefs des Chimei, et prennent la ville de Wuyan (無鹽). Cependant, plutôt que de laisser ses troupes se reposer, Wang décide d’attaquer la forteresse de Liang (梁) qui est contrôlée par les Chimei, ce contre l'avis de Lian qui suit son collègue à contrecœur. Lors de la bataille de Chengchang (成昌), les troupes Xin, fatiguées, sont vaincues par les Chimei et l'armée se disloque. Lian meurt au combat et Wang s’enfuit sans ses troupes.
Cet échec met fin aux tentatives de la dynastie Xin d'abattre les Chimei, car Wang Mang doit faire face à la menace des Lülins, l'autre grand mouvement de révolte paysanne que connaît le pays. Ces derniers détruisent une armée Xin forte de 430 000 hommes lors de la bataille de Kunyang, puis prennent Chang'an et tuent Wang Mang en l'an 23. Ils mettent ainsi fin à la dynastie Xin et c'est l'empereur Han Geng Shidi qui monte sur le trône.

## Soumission temporaire à l'empereur Geng Shidi
Après la mort de Wang Mang, l’ensemble de l’empire est, au moins nominalement, soumis à l'empereur Geng Shidi. En effet ce dernier a pour lui la double légitimité d'avoir restauré la dynastie Han et d'être un descendant direct de Liu Bang, le fondateur originel de ladite dynastie. Geng Shidi installe temporairement sa capitale à Luoyang et envoie des diplomates pour tenter de convaincre les généraux Chimei de se soumettre. Fan Chong et les autres principaux généraux acceptent et 20 généraux Chimei, dont Fan, se rendent à Luoyang où ils sont faits marquis. Toutefois, leurs titres sont purement honorifiques, car ils ne reçoivent pas de véritable marquisats. Voyant que leurs armées sont sur le point de se dissoudre, les Chimei s'enfuient de Luoyang et retournent à leur base de Puyang. Le stratège Liu Lin (劉林) suggère à Liu Xiu, qui est alors le général le plus puissant de l’empereur Geng Shidi, de rompre les digues du fleuve Jaune pour détruire les Chimei en inondant leur base, mais Xiu refuse.

## Seconde rébellion et chute des Chimei

### La prise de Chang'an
À la fin de l'an 24, les Chimei sont puissants militairement, mais leurs soldats sont fatigués de toutes ces guerres et veulent rentrer chez eux. Fan et les autres dirigeants en concluent que, pour maintenir la cohésion des troupes il leur faut définir un nouveau but, plus grand et plus important. Ils se fixent donc comme objectif de renverser le régime de l’empereur Geng Shidi qui vient de déménager la capitale à Chang'an. En effet, l'incompétence du nouvel l’empereur et de ses fonctionnaires, ainsi que leur incapacité à gouverner correctement ne serait-ce que les territoires situés autour de Chang'an, leur ont fait perdre la loyauté et l'obéissance du peuple dans les régions périphériques. Les Chimei décident donc de profiter de la situation pour prendre le pouvoir et divisent leurs troupes en deux armées :
- La première, dirigée par Fan et Pang, marche sur la porte de Wu (武關)[11]
- La seconde dirigée par Xu, Xie et Yang, marche sur la porte de Luhun (陸渾關)[12]

En réalité, Wu et Luhun ne sont que des étapes, car les deux armées visent Chang'an.
Au printemps de l'an 25, les deux armées se rejoignent à Hongnong (弘農) et défont Su Mao (蘇茂), un des généraux les plus importants de l'empereur Geng Shidi. À ce stade, l'armée Chimei est forte d'environ 300 000 hommes. Après cet échec, les généraux de l’empereur veulent abandonner Chang'an et retourner à leur territoire d’origine, dans le sud du Henan et le nord du Hubei, mais Geng Shidi refuse.
C'est à cette époque que les chefs des Chimei sont exhortés par les prêtres du roi Liu Zhang de faire monter sur le trône impérial un des descendants dudit roi. Les dirigeants des Chimeis finissent par accepter et trouvent trois descendants mâles de Liu Zhang au sein de leur armée. Après un tirage au sort, c'est l'un d'entre eux, un adolescent de 15 ans nommé Liu Penzi, qui est choisi comme empereur. En réalité, ce titre n'est qu'honorifique, car le nouvel "empereur" n'a aucun pouvoir réel et continue à servir comme garçon-vacher dans l'intendance de l’armée,.
À l’automne 25, les Chimei prennent Chang'an pendant que l'empereur Geng Shidi s'enfuit avec ses derniers fidèles, dont Liu Zhi (劉祉), le Roi de Dingtao, et Liu Gong (劉恭) le marquis de Shi qui, soit dit en passant, est le frère aîné de Liu Penzi. Ce dernier point va être utile à Geng Shidi. En effet, il se rend assez vite aux Chimei et, grâce à l'intervention de Gong, il reçoit le titre de Roi de Changsha.

### Perte du soutien populaire
Pendant ce temps, l’empereur Penzi monte sur le trône des Han à Chang'an. Au début, les habitants de la région de Guanzhong (關中) font leur soumission et lui offrent des tributs. Mais, à leur grande surprise, les soldats Chimei continuent de leur tendre des embuscades et de les voler sur le chemin de la capitale. Très vite, les gens rentrent chez eux pour défendre leurs villes et leurs villages et demandent de l'aide à Liu Xiu, qui vient à son tour de se proclamer empereur, ouvrant ainsi la période des Han orientaux. Les troupes de Deng Yu, un des généraux de Xiu, se trouvent alors à proximité de Chang'an, mais il n’affronte pas les forces Chimei. Il se contente de consolider son contrôle sur les Commanderies de Shang, Beidi et Anding et d’attendre que les Chimei s’effondrent d'eux-mêmes.
Le calcul de Xiu et Yu semble bon, car le peuple de Chang'an supporte de moins en moins les Chimei et commence à réclamer le retour de l’empereur Geng Shidi. Voyant la façon dont tourne la situation, Xie Lu, le général Chimei chargé de s'occuper de l’ex-empereur Geng Shidi, étrangle ce dernier puis cache le corps de l’empereur et le prépare pour une éventuelle inhumation.

En l'an 26, Liu Gong comprend à quel point son frère Penzi est en danger et décide de tenter soit de reprendre la situation en main, soit de sortir son frère du bourbier dans lequel il se trouve. Lors des célébrations impériales du jour de l’an, Liu Gong prend la parole en premier et demande que l’empereur Penzi soit autorisé à abdiquer. Immédiatement, l'empereur Penzi descend du trône, pose le sceau impérial et dit en pleurant :
 Il y a maintenant un empereur, mais tout le monde continue d’agir comme des voleurs. Les gens nous détestent et ne nous font pas confiance. C’est parce que vous avez choisi le mauvais fils du ciel. Veuillez me rendre ma liberté. Mais si vous voulez me tuer pour détourner de vous le blâme, alors je dois mourir.
Après ce discours, Fan et les autres dirigeants ont honte et quittent leur siège pour se prosterner devant l'empereur Penzi et lui présenter des excuses pour leurs échecs. Ils contraignent physiquement Penzi à se rasseoir sur le trône et lui rendent le sceau impérial. Pendant les semaines qui suivent l’incident, les généraux empêchent leurs soldats de commettre des actes illicites et le peuple salue Penzi comme étant un empereur miséricordieux et brillant. Cependant, l’anarchie revient peu de temps après, lorsque les vivres sont complètement épuisés. Alors les troupes des Chimei brûlent de nombreux palais de Chang'an ainsi que d’autres bâtiments et pillent la ville avant de marcher vers l'ouest en direction de la partie est de l'actuelle province du Gansu.

### Repli vers l'est et effondrement
À l’automne 26, les Chimei attaquent le territoire tenu par le seigneur de guerre régional Wei Xiao (隗囂), mais ils sont repoussés par Wei. À la même époque, ils souffrent des effets d’une soudaine vague de froid, qui provoque la mort par hypothermie de nombreux soldats. N'ayant pas d'autre choix, ils font demi-tour pour retourner à Chang'an et engagent une série de batailles avec Deng durant lesquelles, malgré leurs effectifs réduits, ils infligent défaite sur défaite au général de Liu Xiu. Cette situation de conflit quasi-permanent provoque une sévère famine dans toute la région de Guangzhong, qui touche non seulement les habitants de la région, mais aussi les forces Chimei et celles de Deng. À cause du manque de nourriture, les Chimei abandonnent définitivement Chang'an et se dirigent vers l'est. Liu Xiu envoie une armée à Xin'an (新安) et une autre à Yiyang (宜陽) pour bloquer leur progression. Dans le même temps, les troupes commandées par Deng et Feng Yi, qui assure la relève des troupes de Deng, continuent de combattre les Chimei.
Au printemps 27, les Chimei remportent une grande victoire contre Deng et Feng à Hu (湖縣), lors d'une bataille dont les comptes rendus de l'époque nous permettent de reconnaître le génie tactique des généraux Chimei. Lors de cette bataille, les Chimei feignent la défaite et simulent un repli, en abandonnant ce qui semble être des fournitures et des denrées alimentaires. Les troupes de Deng, affamées, tentent de prendre cette nourriture, qui se révèle être une mince couche de haricots recouvrant des détritus. Démoralisées et désorganisées, les troupes de Deng ne peuvent rien faire lorsque les Chimei font demi-tour et les battent à plate couture.
Toutefois, cette victoire est la dernière des Chimei. Environ un mois plus tard, Feng Yi leur inflige une défaite majeure en colorant en rouge les sourcils de ses troupes avant de les attaquer, ce qui crée une confusion fatale pour les Chimei. Les survivants se replient vers l'est en direction de Yiyang. Liu Xiu prend alors personnellement le commandement de ses troupes pour les y attendre. Lorsque les Chimei arrivent à Yiyang, ils sont surpris d'y trouver Liu Xiu à la tête d'une armée qui leur est bien supérieure en nombre. Affamés, décimés et démoralisés, ils décident de négocier les termes de leur capitulation, qui a lieu dès que Liu Xiu accepte de ne pas exécuter l'empereur Penzi.

## Conséquences
Les généraux Chimei et leurs familles sont installés à Luoyang, la capitale des Han orientaux, et reçoivent des terres ainsi qu'un salaire régulier. Par contre, ils ne reçoivent aucun poste officiel. Finalement, Fan et Pang tentent à nouveau de se rebeller, mais leur complot est découvert avant qu'ils puissent passer à l'acte et ils sont exécutés. Yang et Xu retournent chez eux où ils meurent de vieillesse. Xie Lu est assassiné par Liu Gong, qui cherche à venger l’empereur Geng Shidi. Emprisonné, il est gracié par Liu Xiu qui éprouve de la sympathie pour Gong.
Liu Xiu fait de l’ancien empereur Penzi un assistant de son oncle Liu Liang (劉良), le Roi de Zhao. Quelques années plus tard, Liu Penzi devient aveugle à la suite d'une maladie. Liu Xiu lui donne alors d'immenses propriétés agricoles, ce qui lui permet de vivre grâce aux revenus de ses fermes.